# US Indoors 1977
Lo US Indoors 1977 è stato un torneo di tennis giocato sul sintetico indoor. È stata la 70ª edizione del torneo, che fa parte del WTA Tour 1977. Si è giocato a Minneapolis negli USA dal 24 al 30 gennaio 1977.

## Campionesse

### Singolare
Martina Navrátilová ha battuto in finale  Sue Barker con il punteggio di 6–0, 6–1

### Doppio
Rosie Casals /  Martina Navrátilová hanno battuto in finale  Mima Jaušovec /  Virginia Ruzici con il punteggio di 6–2, 6–1